# Robert Mills
Robert L. Mills (ur. 15 kwietnia 1927 w Englewood, zm. 27 października 1999) – amerykański fizyk, specjalizujący się w kwantowej teorii pola.

## Życiorys
W latach 1944–1948 studiował w Columbia College. Tytuł magistra uzyskał w Cambridge, a doktora fizyki na Uniwersytecie Columbia. Po rocznym pobycie w Institute for Advanced Study w Princeton został profesorem na Uniwersytecie Stanu Ohio, gdzie pracował do przejścia na emeryturę w 1995 roku.
W 1954 roku wspólnie z Chen Ning Yangiem opracował teorię dotyczącą fizyki cząstek elementarnych znaną obecnie jako pole Yanga-Millsa. Na tej koncepcji opiera się model standardowy.